# Герчо Джамбазов
Герчо Радев Джамбазов (1929 – 1995 г.) е български поет, автор на стихосбирката „Персинци“ (1994 г.).

## Биография
Роден през 1929 г. в с. Неново, общ. Провадия, обл. Варна, потомък на поборнически род, Герчо Джамбазов е закърмен с непримиримост към тиранията. Следва за кратко време българска филология в СУ „Св. Климент Охридски“, но е изключен заради характеристиката си като „неблагонадежден“ за властите. През 1950 г. за земеделска конспиративна дейност е осъден на 8 години затвор. Килиите на Варненския затвор и концлагерът в Беленския остров Персин го оставят с разклатено здраве за цял живот. Отива си от този свят през 1995 г. на 65-годишна възраст.

## Творчество
През 1994 г. Герчо Джамбазов издава стихосбирката „Персинци“, в която събира свои стихотворения, написани през тежките времена в затвора. Там се сприятелява с Петко Огойски, който описва част от преживяванията и разговорите им в тритомната книга „Записки по българските страдания 1944 – 1989 г.“ 
Творби на Герчо Джамбазов са включени в Христоматия по литература за 12 клас „Забранените писатели“.